# اولو ووگلاید
اولو ووگلاید (استونیایی: Ülo Vooglaid؛ زادهٔ ۲۹ اوت ۱۹۳۵) جامعه‌شناس، سیاستمدار و نماینده سابق مجلس اهل استونی است.